# Stéphane Fortes
Stéphane Fortes (* 26. Mai 1994) ist ein französischer American-Football-Spieler auf der Position des Wide Receivers.

## Werdegang
Fortes, der in der Jugend auch im Basketball aktiv war, begann im Alter von 16 Jahren bei La Courneuve Flash mit dem American Football. Mit Flash wurde er zwischen 2012 und 2014 dreimal französischer Juniorenmeister. Auch auf Herrenebene war Fortes erfolgreich. 2017, seinem zweiten Jahr als Stammspieler, trug er mit 923 Receiving Yards und 16 Touchdowns zum Gewinn der Meisterschaft bei. Den Titel konnte Flash in der folgenden Saison verteidigen.
Es folgte sein erster Wechsel ins Ausland, zu den Seinäjoki Crocodiles. Für das finnische Team spielte er im Sommer 2019 in der Vaahteraliiga, die er mit 1103 Receiving Yards anführte. Im Frühjahr 2020 nahm Fortes an einem vom französischen Verband FFFA und der kanadischen Profiliga CFL organisierten Combine in Paris teil.
In der Saison 2022 verhalf er Flash mit 28 Receptions für 631 Yards und zwölf Touchdowns zum Einzug in den Casque de Diamant, dem Finale um die französische Meisterschaft. Am Endspiel konnte Fortes allerdings nicht teilnehmen, da er zeitgleich mit der französischen Flag-Football-Nationalmannschaft an den World Games in Birmingham, Alabama teilnahm. In seiner Abwesenheit gewann Flash gegen die Black Panthers, womit Fortes zum dritten Mal Meister wurde. Anschließend schloss er sich für das letzte Saisondrittel der GFL den Dresden Monarchs an. Beim sächsischen Team fungierte er auf Anhieb als Leistungsträger und verzeichnete in vier Spielen 209 Receiving Yards für sechs Touchdowns.
Nachdem er 2023 zunächst erneut für Flash aufgelaufen war, wurde er im Mai 2023 von den Paris Musketeers aus der European League of Football (ELF) verpflichtet.
Nationalmannschaft
Fortes feierte 2016 sein Debüt in der französischen Nationalmannschaft. Im darauffolgenden Jahr stand er im Kader für die World Games 2017 in Breslau. Dort schlug Frankreich die deutsche Mannschaft im Finale und gewann so die Goldmedaille.

## Statistiken
| Jahr                                    | Team                  | Spiele | Receiving | Receiving | Receiving | Receiving | Receiving |
| Jahr                                    | Team                  | Spiele | Rec       | Yds       | Avg       | TD        | Lng       |
| --------------------------------------- | --------------------- | ------ | --------- | --------- | --------- | --------- | --------- |
| Championnat Élite de Football Américain |                       |        |           |           |           |           |           |
| 2015                                    | Flash de La Courneuve | 4      | 4         | 35        | 8.8       | 0         | 11        |
| 2016                                    | Flash de La Courneuve | 9      | 33        | 541       | 16.4      | 9         | 55        |
| 2017                                    | Flash de La Courneuve | 10     | 40        | 747       | 18.7      | 11        | 65        |
| 2018                                    | Flash de La Courneuve | ?      | 17        | 316       | 18.6      | 8         | 67        |
| 2019                                    | Flash de La Courneuve | 5      | 19        | 277       | 14.6      | 5         | 39        |
| 2020                                    | Flash de La Courneuve | 3      | 5         | 80        | 16.0      | 2         | 36        |
| 2022                                    | Flash de La Courneuve | 8      | 28        | 631       | 22.5      | 12        | 74        |
| 2023                                    | Flash de La Courneuve | 5      | 15        | 218       | 14.5      | 7         | 67        |
| Élite Gesamt                            | Élite Gesamt          | 44+    | 161       | 2.845     | 17,7      | 54        | 74        |
| Vaahteraliiga                           |                       |        |           |           |           |           |           |
| 2019                                    | Seinäjoki Crocodiles  | 11     | 56        | 1.103     | 19.7      | 12        | 71        |
| Vaahteraliiga Gesamt                    | Vaahteraliiga Gesamt  | 11     | 56        | 1.103     | 19.7      | 12        | 71        |
| German Football League                  |                       |        |           |           |           |           |           |
| 2022                                    | Dresden Monarchs      | 4      | 12        | 209       | 17.4      | 6         | 41        |
| GFL Gesamt                              | GFL Gesamt            | 4      | 12        | 209       | 17.4      | 6         | 41        |
| European League of Football             |                       |        |           |           |           |           |           |
| 2023                                    | Paris Musketeers      | 11     | 5         | 73        | 14,6      | 0         | 20        |
| ELF Gesamt                              | ELF Gesamt            | 11     | 5         | 73        | 14,6      | 0         | 20        |